# Liste der denkmalgeschützten Objekte in Pregarten
Die Liste der denkmalgeschützten Objekte in Pregarten enthält die 9 denkmalgeschützten, unbeweglichen Objekte in Pregarten.

## Denkmäler
| Foto |                 | Denkmal                                                            | Standort                                       | Beschreibung | Metadaten |
| ---- | --------------- | ------------------------------------------------------------------ | ---------------------------------------------- | --- | --- |
| ja   | Datei hochladen | Bruckmühle, ehem. Porzellanfabrik HERIS-ID: 19468 Objekt-ID: 15766 | Bahnhofstraße 12 Standort KG: Pregarten        | Gebäude im schlichten Industriestil. Die erste urkundliche Erwähnung der ursprünglichen Mühle stammt aus dem Jahr 1230, größere Umbauarbeiten fanden für die Verwendung des Gebäudes als Steingutfabrik ab 1905/06 statt. Als solche wurde die Bruckmühle bis 1932 genutzt. Im Jahr 2000 erfolgte die Adaptierung des Gebäudes für eine Musikschule und das Kulturhaus Bruckmühle.                                                                   | BDA-Hist.: Q37847728 Status: § 2a Stand der BDA-Liste: 2025-06-30 Name: Bruckmühle, ehem. Porzellanfabrik GstNr.: .104 Bruckmühle (Pregarten) |
| ja   | Datei hochladen | Kreuzweg HERIS-ID: 19503 Objekt-ID: 15801                          | Gutauer Straße Standort KG: Pregarten          | Kreuzweg mit Stationen aus Tabernakelpfeilern von der Gutauer Straße zur Kalvarienbergkapelle, errichtet 1858–1860. | BDA-Hist.: Q37847794 Status: § 2a Stand der BDA-Liste: 2025-06-30 Name: Kreuzweg GstNr.: 291/1                                                |
| ja   | Datei hochladen | Bildstock HERIS-ID: 19504 Objekt-ID: 15802                         | bei Gutauer Straße 5 Standort KG: Pregarten    | Historischer Bildstock in Tabernakelform in der Gutauer Straße Nr. 5 | BDA-Hist.: Q37847807 Status: § 2a Stand der BDA-Liste: 2025-06-30 Name: Bildstock GstNr.: 1986                                                |
| ja   | Datei hochladen | Kath. Pfarrkirche Hl. Anna HERIS-ID: 19459 Objekt-ID: 15757        | Kirchenplatz Standort KG: Pregarten            | Neugotische dreischiffige und vierjochige Kirche mit Kreuzrippengewölbe, erbaut zwischen 1893 und 1897 durch Michael Rosenauer nach Plänen von Otto Schirmer. Das wesentliche Element des Baus aus Quaderblöcken und Bruchsteinen bildet der aus der Westfassade über dem Eingang errichtete Kirchturm mit Spitzdach. | BDA-Hist.: Q37847692 Status: § 2a Stand der BDA-Liste: 2025-06-30 Name: Kath. Pfarrkirche Hl. Anna GstNr.: .189 Pfarrkirche Pregarten         |
| ja   | Datei hochladen | Pfarrhof HERIS-ID: 19460 Objekt-ID: 15758                          | bei Kirchenplatz 1 Standort KG: Pregarten      | Zweigeschoßiger Bau mit Satteldach und neobarocker Fassadengliederung, der vermutlich nach Plänen Michael Rosenauers in den Jahren 1907–09 errichtet wurde. Das Gebäude ist von einem Garten umgeben, der von schmiedeeisernen Gittern und Steinpfeilern begrenzt wird. | BDA-Hist.: Q37847706 Status: § 2a Stand der BDA-Liste: 2025-06-30 Name: Pfarrhof GstNr.: .200                                                 |
| ja   | Datei hochladen | Mariensäule HERIS-ID: 19505 Objekt-ID: 15803                       | Stadtplatz 5, gegenüber Standort KG: Pregarten | Mariensäule, die an der Stelle der alten Pfarrkirche St. Anna 1904 auf dem Marktplatz errichtet wurde. Auf einem Sockel erhebt sich eine schlanke Säule, die eine Marienfigur aus der Werkstatt von Josef Linser trägt. | BDA-Hist.: Q37847821 Status: § 2a Stand der BDA-Liste: 2025-06-30 Name: Mariensäule GstNr.: 1903/8                                            |
| ja   | Datei hochladen | Bürgerhaus, Bankgebäude HERIS-ID: 19489 Objekt-ID: 15787           | Stadtplatz 17 Standort KG: Pregarten           | Ehemaliges Brauhaus. Die Bebauung der Stelle ist bereits für 1230/40 urkundlich belegt. Das vorhandene Gebäude stammt aus dem 16. Jahrhundert, ein Stein im Gebäude trägt die Jahreszahl 1574. Im 19. Jahrhundert wurde das Gebäude umgebaut. Der zweigeschoßige kubische Bau mit Rundbogenportal erhielt dabei (1899) sein heute markantes Mansarddach. In der zweiten Hälfte des 20. Jahrhunderts diente das Gebäude als Gasthof, danach als Bank. | BDA-Hist.: Q37847751 Status: Bescheid Stand der BDA-Liste: 2025-06-30 Name: Bürgerhaus, Bankgebäude GstNr.: .57/1                             |
| ja   | Datei hochladen | Hl.-Grabkapelle HERIS-ID: 19508 Objekt-ID: 15806                   | Standort KG: Pregarten                         | 1847 errichteter kleiner Rechteckbau nahe der Kalvarienbergkirche. Innen beherbergt er eine Grabnische. | BDA-Hist.: Q37847837 Status: § 2a Stand der BDA-Liste: 2025-06-30 Name: Hl.-Grabkapelle GstNr.: .111/4                                        |
| ja   | Datei hochladen | Kalvarienbergkapelle HERIS-ID: 19461 Objekt-ID: 15759              | Standort KG: Pregarten                         | Die Kapelle bildet den Abschluss des Kreuzweges, der von der Gutauer Straße auf die Erhebung des Kalvarienberges führt, der nahe der Kapelle steil zum Feldaisttal abfällt. Die Kapelle wurde 1858–1860 errichtet und 1984 restauriert. | BDA-Hist.: Q37847720 Status: § 2a Stand der BDA-Liste: 2025-06-30 Name: Kalvarienbergkapelle GstNr.: .111/3                                   |